# Symphurus regani
 Symphurus regani és un peix teleosti de la família dels cinoglòssids i de l'ordre dels pleuronectiformes que viu a Indonèsia i Filipines.